# 西鉄特急脱線事故

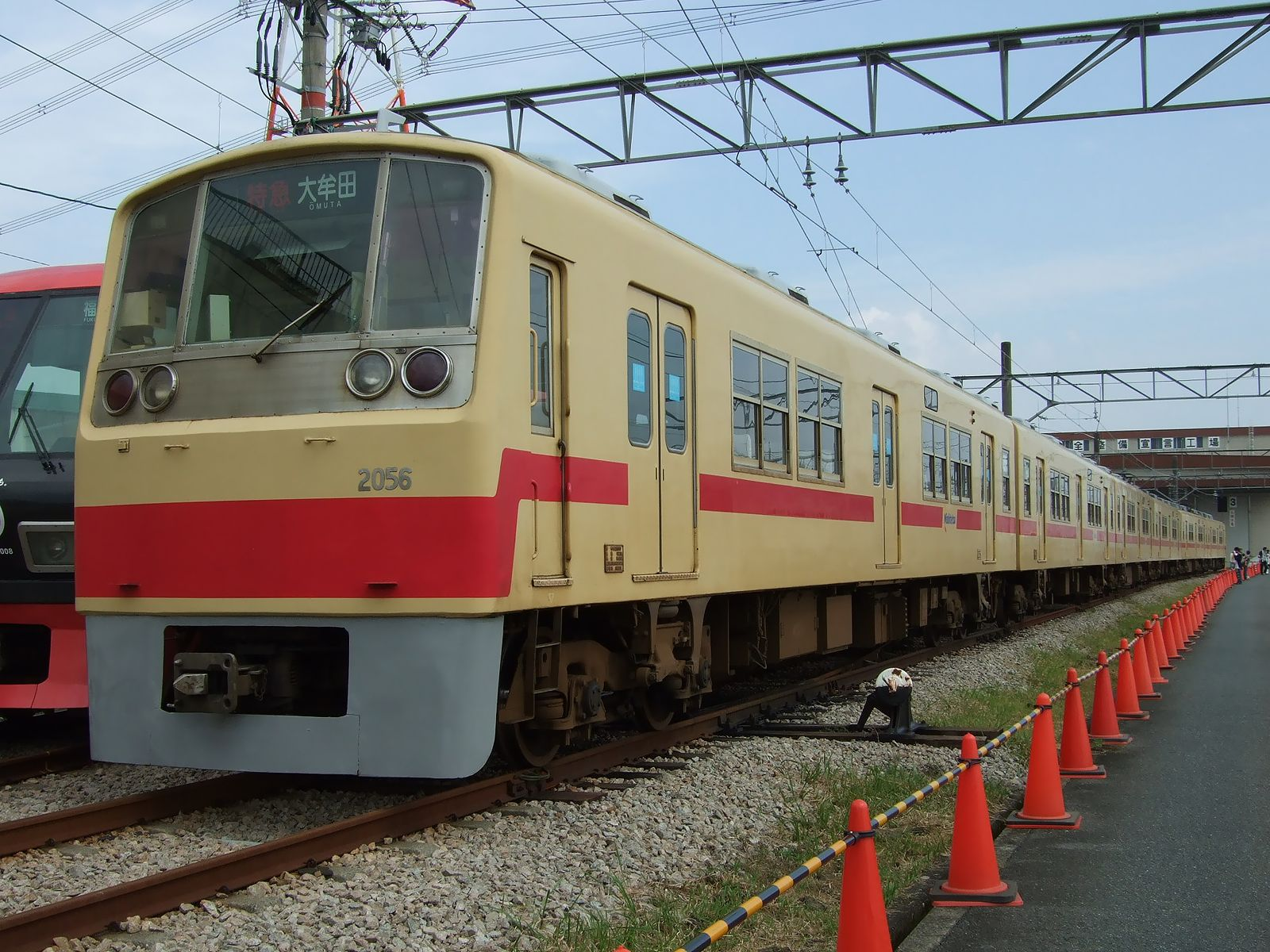
2000形(写真は2051編成)

西鉄特急脱線事故(にしてつとっきゅうだっせんじこ)とは、1975年（昭和50年）3月1日19時6分頃、西日本鉄道（西鉄）が運営する大牟田線の井尻駅 - 雑餉隈駅間で発生した列車脱線事故。

## 事故概要
18時59分、福岡発大牟田行の下り特急1803列車（2000形2041編成、6両）は、約500名の乗客を乗せて福岡駅を出発した。その後、約85km/hで井尻駅を通過する際、前方にある井尻3号踏切（第4種、遮断機なし）西側より無停車で進入しようとしたライトバンが脱輪して立ち往生しているのを運転士が確認し、警笛を連続吹鳴すると同時に非常ブレーキを扱うが間に合わず、衝突した。衝撃によってライトバンは約50メートル先の畑まで飛ばされたほか、列車は左側に傾いて脱線し、架線柱をなぎ倒しながら約100メートル先の線路脇の民家3戸に突っ込んだ後、原型を留めたまま「く」の字に横転し止まった。
同じ頃、二日市発福岡行の上り普通列車が約90 km/h で事故現場に接近していたが、下り列車の脱線時に起きた高圧線のスパークを普通列車の運転士が約500メートル手前で発見し、急ブレーキをかけ事故現場の約50メートル手前で停車したことで二次災害を免れた。
事故直後に気を失っていた下り列車の運転士は、すぐに意識を取り戻した後、事故現場近くで停車していた上り普通列車の列車無線で指令室に救助要請を行った後、脱線現場で負傷者の救出を行った。停電により非常用扉のコックが動かなくなったが、車掌がこれに気づいて停電用ボタンを押したため、非常扉が作動し多くの乗客が脱出した。また、一部の乗客は半分に破れた連結部分の貫通幌から脱出した。
重傷者2人（うち1人はライトバンの運転手）、軽傷者41人（うち2人は乗客以外の公衆）を出した。

## 事故の影響
電車が脱線時に電力会社の高圧線に接触、これにより鉄塔が大きく傾いたため、博多区・南区・大野城市・春日市の一部で約2時間にわたり停電が発生した。この停電で信号機が動作しなくなり、多くの道路で渋滞が発生した。
またこの事故で福岡 - 二日市間が不通となり、福岡バスセンターから代行バスによる代行輸送が開始されたが、週末の夜だったこともあり大混雑し、発車までに時間がかかった。
19時10分過ぎに、事故の第一報が西鉄福岡駅に入る。しばらくして利用客が改札口に殺到、電車が動かない理由を駅員に尋ねたが詳しい説明はなかった。その後事故発生から実に約50分後、事故を知らせる掲示が張り出され、代行バスによる代行輸送をするという案内がなされた。

## 復旧まで
西鉄は現場に事故対策本部を設置。日付が変わった翌日朝から復旧作業が開始された。事故の翌々日が国立大学の一斉入試日だったこともあり、作業は急ピッチで行われた。クレーン車4台が投入され、現場に散乱した事故車両の破片を撤去すると共に、切断した架線柱や曲がったレールも交換された。その後同日19時過ぎ、民家に突っ込んで横転していた先頭車両が線路脇の田んぼに移動された後、福岡駅と春日原駅から出た救援車両(同型車両)により、二日市車両基地へ牽引・搬入された。その後、事故から約26時間半後の3月2日21時30分に全面復旧した。
全面復旧に伴い、下り線は22時の福岡発大牟田行の特急列車より、上り線も同22時2分発の二日市発福岡行の特急列車より運転が再開された。下り線については事故現場を約25km/hで徐行運転する措置が取られたが、同日は上り8本、下り9本が運転した。
全面復旧に至るまで、同日は福岡 - 大橋、春日原 - 大牟田間で折り返し運転、大橋 - 春日原間はバスによる代替輸送を行った。
なお、事故車両（2041編成）は全車修繕・復旧されて運用に復帰したが、本事故での影響で老朽化が早く進行し、同型車の中では一足早く2001年に廃車されている。

## その後の対策
当時、大牟田線の踏切保安装備率は41.5%と全国的に見ても低く、遮断機もない第4種踏切が数多く存在しており、鉄道事故の多くは踏切上で発生していた。このため西鉄には早期の踏切の統廃合が求められており、西鉄側も経費6億円をかけて向こう6年で大牟田線の危険な踏切73箇所を廃止する「踏切整備六か年長期計画」を脱線事故の前日に発表したばかりであった。
この事故が発生した南区平原（現・井尻3丁目）にある第4種の井尻3号踏切は、以前から事故多発地点の一つであり、事故前月の2月23日にも児童が上り列車にはねられ重傷を負ったばかりであった。現場はゆるやかなカーブを過ぎたスピードの出しやすい地点でもあり、近隣住民の恐怖の対象となっていた。本事故以前には1970年に付近の住民が土地を出しあって井尻3号踏切の道幅を1.8mから4mまで拡張し警報・遮断機を設置し第1種踏切化することを西鉄に申し入れていたが、受け入れられていなかった。
事故後、井尻3号踏切は廃止された、廃止に伴いこれまで井尻3号踏切利用者が不便を被る為、北側にある井尻2号踏切に通じる歩道を線路わきに設置して不便を解消させた。1994年までに大牟田線は全て警報・遮断機ありの第1種踏切に移行したものの、根本的な安全対策としての連続立体交差即ち高架化して踏切そのものを無くす事業実現に、更に四半世紀余の時間を要した。
西鉄天神大牟田線連続立体交差事業は雑餉隈 - 下大利間のみで、井尻駅周辺は高架化対象とならなかった、井尻駅周辺は住宅地と線路が隣接している箇所が多数あり高架化工事に必要な用地と工事車両通行可能道路が無いことや、井尻 - 大橋間の九州新幹線との交差部分の工法問題があるためとされる。
井尻駅周辺早期高架化を求める地元沿線住民から請願が2016年に提出され、福岡市議会で採択されたものの、事業化目途は立っておらず、2025年3月1日現在でも高架化は未定である。
西鉄天神大牟田線開業から100周年・事故からおよそ50年を迎えた2024年には、当該列車の運転士を務めていた元社員の男性が西日本新聞の取材に応じ、「次の世代にも安全の大切さを伝えたい」と当時の状況と安全への思いを語った。